# Choerodon fasciatus
Choerodon fasciatus is een lipvis die voorkomt in de Indische Oceaan van de Rode Zee tot Australië. Zijn maximale lengte bedraagt 30 cm. Zijn voedsel bestaat uit stekelhuidigen, wormen, weekdieren en kreeftachtigen.